# Hysni Kapo
Hysni Kapo też jako: Hysni Abazi (ur. 4 marca 1915 we wsi Tërbaç, zm. 23 września 1979 w Paryżu) – albański polityk komunistyczny, wicepremier rządu albańskiego w latach 1950–1956, minister rolnictwa w latach 1951–1954. 

## Życiorys
Pochodził z rodziny muzułmańskiej. Uczył się w szkole handlowej we Wlorze. Pracował jako księgowy i jako pielęgniarz w szpitalu we Wlorze. W latach 30. związał się z działającą w Albanii organizacją młodzieży komunistycznej. W 1943 został członkiem Komitetu Centralnego Komunistycznej Partii Albanii. W czasie II wojny światowej działał w ruchu oporu, dowodząc jednym z oddziałów w okręgu Wlora. Jako dowódca batalionu wziął udział w bitwie z Niemcami pod Drashovicą (wrzesień 1943). W bitwie został raniony w nogę. W 1944 objął stanowisko członka Rady Naczelnej Ruchu Narodowowyzwoleńczego.
Od 1946 członek Biura Politycznego Komunistycznej Partii Albanii. Po zakończeniu wojny Kapo w stopniu pułkownika zasiadał w Sądzie Specjalnym, który skazał na śmierć osoby oskarżone o współpracę z okupantem. Następnie został mianowany ambasadorem Albanii w Jugosławii. Funkcję tę pełnił do 1947, kiedy powrócił do Tirany i objął stanowisko wiceministra spraw zagranicznych. W 1950 został wicepremierem, od 1951 pełniąc także funkcję ministra rolnictwa. W latach 1945–1969 był deputowanym do parlamentu, zasiadając w komisji ustawodawczej.
W latach 1955–1961 pełnił funkcję przewodniczącego Towarzystwa Przyjaźni Albańsko-Sowieckiej. Od lat 60. jeden z najbliższych współpracowników Envera Hodży. 25 maja 1960 aresztowano grupę oficerów Sigurimi z Wlory, na czele z Sulejmanem Maloku, których podejrzewano o przygotowywanie zamachu bombowego na Hysniego Kapo.
W 1979 jego stan zdrowia uległ gwałtownemu pogorszeniu. Ostatnie dwa miesiące życia spędził w szpitalu w Paryżu, gdzie zmarł na chorobę nowotworową trzustki. 26 września trumna ze zwłokami Kapo dotarła do Tirany, a dzień później odbył się jego pogrzeb. W 1980 dom rodzinny Hysniego Kapo we wsi Tërbaç został przekształcony w muzeum.
W 1993 w okresie dekomunizacji trumny z ciałami wysokich funkcjonariuszy partyjnych (w tym Hysni Kapo) przeniesiono z Cmentarza Męczenników Narodu na cmentarz Sharre na przedmieściach Tirany. Dekretem Prezydenta Republiki z 13 lutego 1995 Hysni Kapo za udział w ludobójstwie narodu albańskiego został pozbawiony wszystkich odznaczeń i tytułów honorowych
Był dwukrotnie żonaty (w 1945 poślubił Vito z d. Kondi), miał troje dzieci (Pëllumb, Besnik, Vera).